# 1940 en Nouvelle-Écosse
Chronologie de la Nouvelle-Écosse
- 1936
- 1937
- 1938
- 1939
- 1940
- 1941
- 1942
- 1943
- 1944

Cette page concerne des événements d'actualité qui se sont produits durant l'année 1940 dans la province canadienne de la Nouvelle-Écosse.

## Politique
- Premier ministre : Angus L. Macdonald puis Alexander S. MacMillan
- Chef de l'Opposition :
- Lieutenant-gouverneur : Robert Irwin puis Frederick Francis Mathers
- Législature :

## Naissances

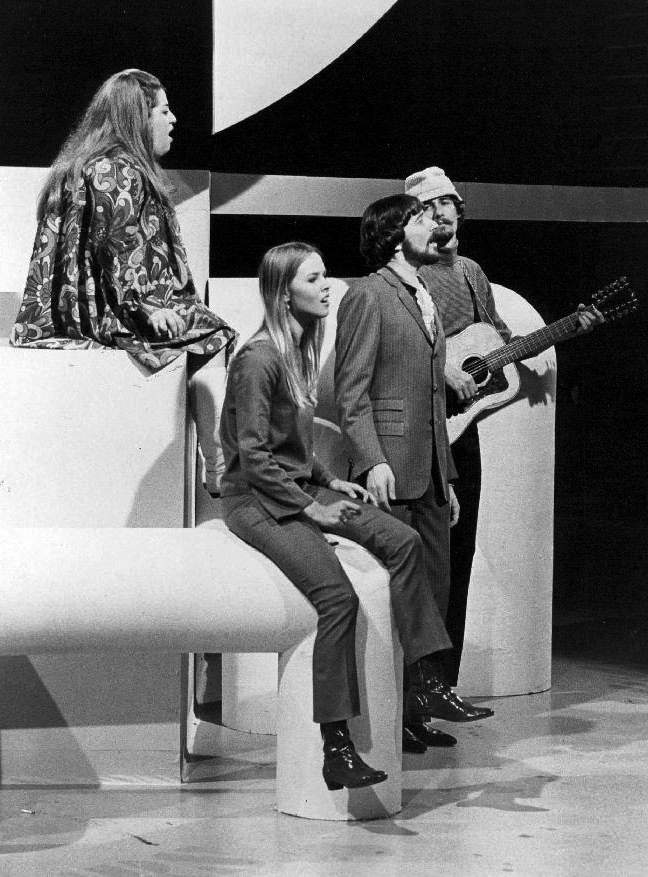
Mamas and Papas, Denny Doherty au centre avec la barbe en 1967

- 16 janvier : Russell Gregoire MacLellan, C.R., B.A., LL.B. (né à Halifax (Nouvelle-Écosse)) est un homme politique canadien qui fut Premier ministre de la Nouvelle-Écosse de 1997 à 1999.

- 29 novembre : Dennis Gerrard Stephen Doherty dit Denny Doherty (né à Halifax au Canada et mort le 19 janvier 2007 à Mississauga au Canada), était un acteur et compositeur canadien. Il fut l'un des membres du groupe The Mamas & The Papas.